# Gognies-Chaussée
Gognies-Chaussée ist eine französische Gemeinde im Département Nord in der Region Hauts-de-France. Sie gehört zum Kanton Maubeuge im Arrondissement Avesnes-sur-Helpe.

## Geografie
Die Gemeinde Gognies-Chaussée liegt acht Kilometer nördlich von Maubeuge und grenzt im Norden an Belgien. Jenseits der Landesgrenze, die von der an der Rue de la Libération und der Chaussée Brunehaut gebildet wird, befindet sich der zu Quévy gehörende ähnlich geschriebene Ortsteil Gœgnies-Chaussée. Dies ist somit ein geteilter Ort. Die Nachbargemeinden in Frankreich sind Bettignies im Osten, Mairieux im Südosten, Maubeuge im Süden, Feignies im Südwesten und La Longueville im Westen.

## Bevölkerungsentwicklung
| Jahr                       | 1962 | 1968 | 1975 | 1982 | 1990 | 1999 | 2008 | 2013 | 2020 |
| Einwohner                  | 886  | 907  | 756  | 807  | 820  | 796  | 798  | 781  | 728  |
| Quellen: Cassini und INSEE |      |      |      |      |      |      |      |      |      |

## Sehenswürdigkeiten

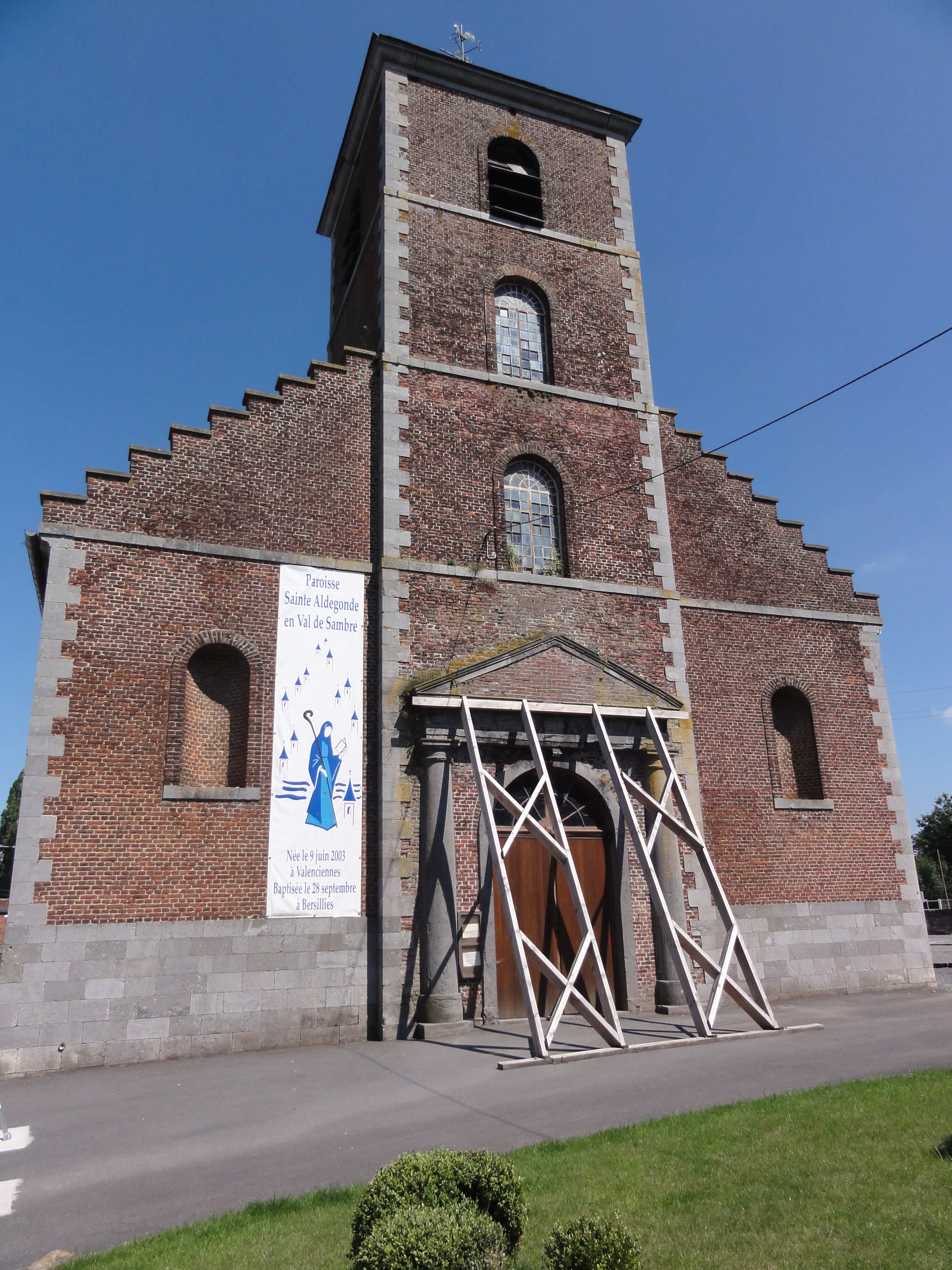
Kirche Saint-Quentin
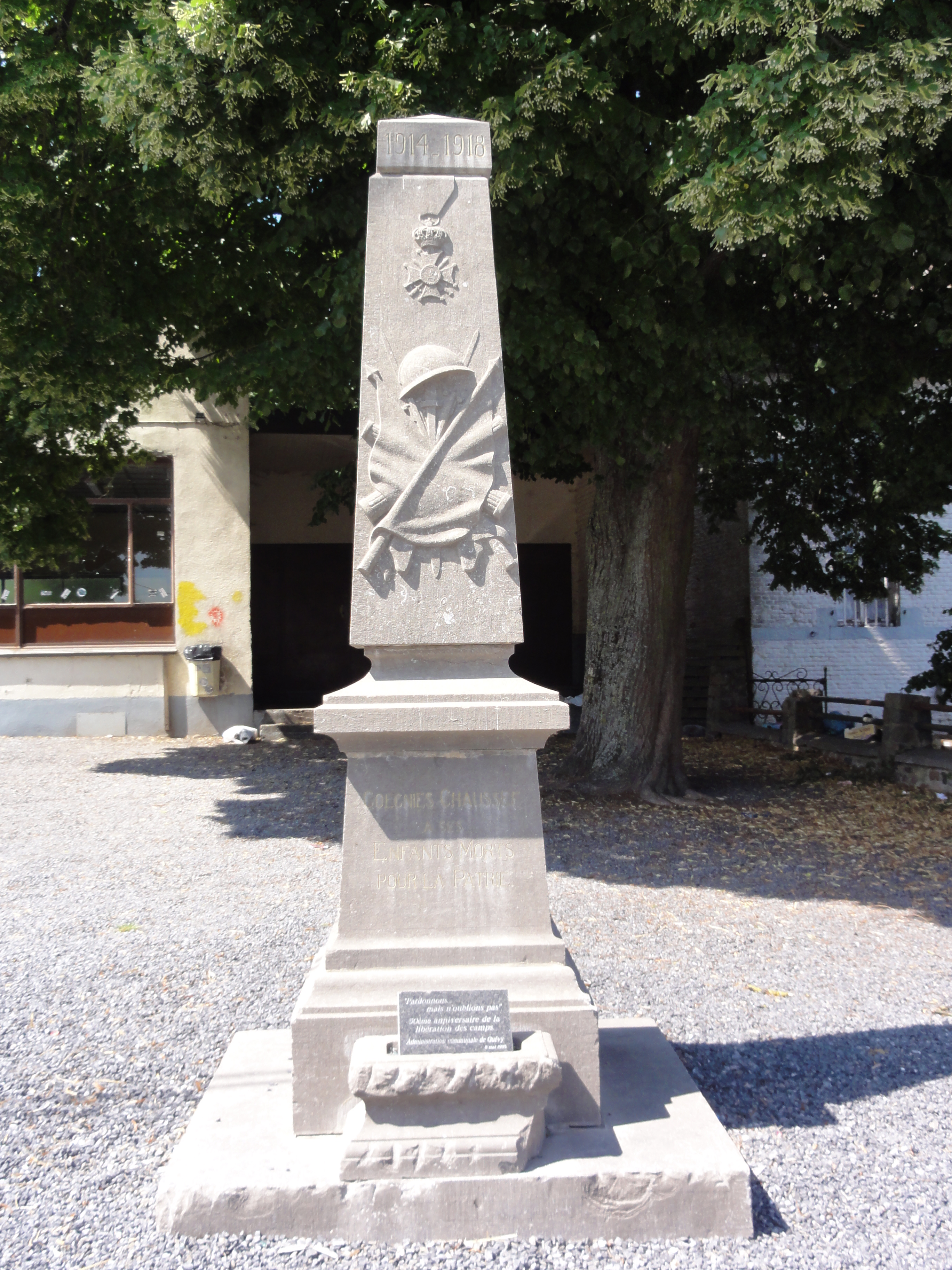
Bildstöcke

- Kirche Saint-Quentin
- Gefallenendenkmal

## Persönlichkeiten
- Léopold Levert (1819–1882), Maler, Zeichner, Radierer und Designer